# Register Transfer Level
Register Transfer Level (RTL) est une méthode de description des architectures microélectroniques.
Dans la conception RTL, le comportement d'un circuit est défini en termes d'envois de signaux ou de transferts de données entre registres, et les opérations logiques effectuées sur ces signaux. Le RTL est utilisé dans les langages de description matérielle (HDL) comme Verilog et VHDL pour créer des représentations d'un circuit à haut niveau, à partir duquel les représentations à plus bas niveau et le câblage réel peuvent être dérivés.